# Miguel Abellán
Miguel Abellán Hernando, conocido como Miguel Abellán en los carteles (Madrid, 24 de septiembre de 1978), es un torero retirado español. Como torero salió por la puerta grande de Las Ventas en una ocasión. Ex-director del Centro de Asuntos Taurinos de la Comunidad de Madrid.

## Biografía
Ingresó como alumno de la escuela de tauromaquia de Madrid y debutó como novillero con picadores el 2 de febrero de 1997, en la plaza de toros de Vinaroz (Castellón). Este mismo fue triunfador del ciclo de novilladas de la localidad riojana de Arnedo, alzándose con el Zapato de Oro. Como novillero salió por la puerta grande de Las Ventas y Zaragoza.
Tomó la alternativa en Alicante el 24 de junio de 1998 siendo su padrino José Mari Manzanares y el testigo Enrique Ponce. Confirmó su alternativa en Las Ventas el 20 de mayo de 1999 por Vicente Barrera y Enrique Ponce con toros de Samuel Flores. Salió a hombros en Las Ventas el 2 de junio de 20 con toros de Domingo Hernández y Garcigrande. Entre las cornadas recibidas señalar que el 31 de mayo de 2014 en Las Ventas sufrió una cornada en el riñón propiciada por un toro de El Montecillo, corrida durante la cual también fue herido Paco Ureña. Las secuelas de esta corrida motivaron su retirada en 2018. Además, en 2011 sufrió una cornada en la boca en Las Ventas por un toro de La Palmosilla. Dentro de las faenas más recordadas se encuentran, además de la puerta grande de Madrid,  los triunfos en Pamplona (2015), Arlés (2011), Acho (2014), Valencia (2014), Cali junto a Paco Perlaza (2011), Huesca junto a Víctor Puerto (2002), Plasencia (2003), Pontevedra (2005), o Cáceres (2010).
Anunció su retirada a finales de la temporada 2018 por motivos de salud.
Al igual que otros toreros como Salvador Vega o Serafín Marín, Abellán acudió a las elecciones generales de España de abril de 2019, en concreto como número doce en la lista del PP por Madrid. Desde septiembre de 2019 es director gerente del Centro de Asuntos Taurinos de la comunidad de Madrid.

## Televisión
| Año  | Programa           | Cadena | Notas                 |
| ---- | ------------------ | ------ | --------------------- |
| 2014 | ¡Mira quién baila! | La 1   | Concursante - Ganador |

## Vida personal
Es hijo del también torero y banderillero de toros, Miguel Abellán Maletilla de Oro de la cuadrilla de Pepín Jiménez. Cuando Miguel contaba con seis años, en 1985, a su padre se le amputó una pierna a consecuencia de una cornada en la plaza de toros de Valencia.
De 2007 a 2010 mantuvo una relación sentimental con Natalia Verbeke.